# Zielona karta (film)
Zielona karta (ang. Green Card) – film z 1990 roku w reżyserii Petera Weira.

## Opis fabuły
Brontë chce wynająć ekskluzywny apartament na Manhattanie, jednak właściciele kamienicy wynajmują mieszkania tylko małżeństwom. Dochodzi zatem do fikcyjnego małżeństwa z gburowatym francuskim artystą o nieuregulowanym statusie pobytu w USA.
Pewnego dnia Urząd Imigracyjny chce zweryfikować, czy małżeństwo nie zostało zawarte wyłącznie w celu legalizacji pobytu. "Małżonkowie" przygotowują się do egzaminu przed urzędnikami.

## Obsada
- Andie MacDowell – Brontë
- Gérard Depardieu – Georges
- Bebe Neuwirth – Lauren
- Gregg Edelman – Phil
- Robert Prosky – prawnik Brontëgo
- Jessie Keosian – Pani Bird
- Mary Louise Wilson – Pani Sheehan
- Lois Smith – Mama Brontë
- Conrad McLaren – Ojciec Brontë
- Ethan Phillips – Gorsky, pracownik urzędu imigracyjnego

## Nagrody i wyróżnienia
Oscary za rok 1990
- Najlepszy scenariusz oryginalny - Peter Weir (nominacja)

Złote Globy 1990
- Najlepsza komedia/musical
- Najlepszy aktor w komedii/musicalu - Gérard Depardieu
- Najlepsza aktorka w komedii/musicalu - Andie MacDowell (nominacja)

Nagrody BAFTA 1991
- Najlepszy scenariusz oryginalny - Peter Weir (nominacja)